# 497
Năm 497 là một năm trong lịch Julius.